# 甘為霖
甘為霖（英語：William Campbell，1841年4月11日—1921年9月7日）全名威廉·坎貝爾，生於英國蘇格蘭格拉斯哥，長老教會牧師與傳教士，19世紀後期在臺灣南部傳教，1891年10月於臺南創立全臺第一所盲人學校，因此被稱為臺灣盲人教育的開創者。他在台灣時間是1871至1917年，共46年。由於他的貢獻，他獲日本政府頒發旭日章與瑞寶章，以及諾克斯神學院名譽博士。

## 生平
1841年4月，甘為霖生於英國蘇格蘭格拉斯哥。在格拉斯哥大學求學期間，甘為霖便開始對神學感到興趣，因此大學畢業後，在蘇格蘭自由教會神學院格拉斯哥分校（Free Church College, Glasgow）修讀四年的神學課程。1871年7月19日，甘為霖在戴維森牧師(Rev. Dr. Thain Davidson)所帶領的艾靈頓(Islington)教會中，由倫敦中會冊封為第一位海外宣教士。

### 首次在台宣教
1871年12月20日－1878年11月25日，他第一次在台灣宣教，當時是臺灣清治時期。

#### 台灣府城
甘為霖從杜嘉德（Carstairs Douglas）那裏習得一些當地語言後，1871年9月7日，從利物浦搭船出發，前往台灣府（新竹）傳教。10月底到達香港，改搭小型汽船前往廈門，再改搭小帆船前往打狗(當時廈門到台灣沒有汽船)。12月10日，他抵達打狗，隔日，由英國皇家海軍「侏儒號」（H.M.S Dwarf）的巴克船長協助，載甘為霖前往台灣府城（台南），由安平港上岸。當時馬雅各剛於幾個月前離開台灣，府城只有德馬太醫生一位宣教士。

#### 南部教區
1872年3月多，甘為霖進行打狗地區第一次布道之旅:台灣府→打狗（和李庥會合）→東港→竹仔腳（今屏東林邊）→打狗。回到打狗後，廈門葉漢章牧師士（美國歸正會）來訪。葉漢章加入第二次布道之旅:打狗→埤頭→阿里港→木柵（今高雄市內門區）→柑仔林（今高雄市內門區溝坪村）→木柵→拔馬（今台南市左鎮區左鎮里）→崗仔林（今台南市左鎮區岡林里）→台灣府。在佈道的過程中，只有正確的信仰認知的人，才能接受洗禮，因為「洗禮無法救贖，而是：受洗是公開信服祂，逐漸了解要譯。要信仰主，且以靠他的工作才會得救」。

#### 中部教區
1872年10月14日，甘為霖在德馬太醫師（Dr. Matter Dickson, M.B.）和大社、內社之信徒陪同下，第一次前往中部山地教會巡迴，經由大社（今台中市神岡區大社里）→內社（今苗栗縣三義鄉鯉魚潭村）→埔里社（今南投縣埔里鎮）之烏牛欄（今埔里鎮愛蘭里）、牛眠山（今埔里鎮牛眠里）、大湳（今埔里鎮大湳里）。後來再次到訪時也發現當時的瘧疾嚴重，因此甘為霖在埔里等地和製腦公司臺灣拓殖會社合作於製腦公司開墾地桃米坑（今埔里鎮桃米里）試植金雞納樹，目標是「直到島上遍布繁茂的金雞納樹為止」，透過種植金雞納樹製作對抗瘧疾所需的藥物：奎寧。而埔里平原雖然住了約六千名熟蕃，但分布在33個小村莊和部落中，因此沿途可能會受到出來獵人頭的原住民(生蕃)攻擊，非常危險。他們一行在牛睏山（今埔里鎮牛眠里）接觸到埔社東方的生蕪蕃族（Sediq賽德克族）。埔里上一次傳道師到訪是當年3月，由李庥、德馬太、馬偕一同造訪。回程烏牛欄→大社→嘉義→白水溪（今台南市白河區）→番子田（今台南市官田區隆田里）→吉貝耍（今台南市東山區東河里），在吉貝耍設立教會後返回台南府府城。

#### 北部教區
1873年3月中旬，甘為霖搭乘挪威帆船達芬妮號（Daphne）從安平港出發，繞道台灣南岬(鵝鑾鼻)，沿東岸上行，到淡水拜訪馬偕。他訪問五股坑教會及艋舺教會，再由馬偕陪同步行南下，由淡水→中壢→竹塹(新竹)→新港。在新港，甘為霖和馬偕辭別，馬偕返回北部淡水，甘為霖繼續南下，他巡視了內社、大社、埔里各地教會後，他前往水社湖(日月潭)，拜訪了水蕃四社(水社、活蘭、北庫、頭社)，才經由巡迴南部教會回到台南府城，期間並設立了嘉義教會。
1873年秋。甘為霖由打狗的英國領事普勒克（Mr. T. L. Bullock）和美國密西根大學博物學者史蒂瑞（J. B. Steere）教授陪同，第三次前往埔社視察教會，再訪水社湖(日月潭)，並探險埔社東方的生番地帶。當時因交易問題，熟番與生番之間發生摩擦，致使蕪番族人拒絕甘為霖等人再訪，且受到該族60名勇士的包圍，險些喪命，幸好美國史蒂瑞教授機智救了大家。這個事件過後，甘為霖還是繼續多次巡迴中部教會。

#### 白水溪教會
甘為霖先前往嘉義南方的白水溪（今白河境內）設立教堂，1875年1月28日白水溪事件，當甘為霖巡訪白水溪教會時，白河店仔口斗六都司吳志高因為信徒在白水溪蓋禮拜堂，非常生氣，就找了許多人前往騷擾；半夜，吳志高數十名手下放火欲燒毀禮拜堂及宿舍，並要殺害甘為霖。危難中，甘為霖巧智將棉被捆起丟出窗外，轉移歹徒的注意力，得以脫險逃到山中藏匿，倖免於難（白水溪教會外有立紀念碑）。隔日他報官，但官方辦理不嚴，於是就將教會遷移至岩前聚會。
教堂遭人燒毀後，以台南府城為中心，拓展傳教工作。直到1878年9月3日，甘為霖到嘉義見知縣，針對1875年在岩前舉行公審的白水溪事件、溫旺謀殺案、燒毀吉貝耍禮拜堂和其他迫害信徒等案件的結果，甘為霖向知縣表示謝意。
1878年3月，美船「森林美人」（Forest Belle）號為詐領保險金及清廷官方鉅額賠款，乃在恆春南灣自沉，宣稱貨物遭排灣人劫掠，向官府施壓。但甘為霖牧師當時恰巧路過，遂挺身作證解決此詐騙案，並將美國船長送監。
1878年10月上旬，甘為霖一行人由內社北上，經過4天之後，到達淡水，與馬偕巡視北部諸教會。
1878年11月25日，甘為霖第一次例假返回英國。

### 第二次在台宣教
1880年12月20日－1887年1月31日，他第二次在台灣宣教。
1880年12月20日，甘為霖與夫人及新任宣教師涂為霖（Rev. William Thow, M.A.）返台，到達台灣府。
1881年1月1日，甘為霖到淡水，由馬偕陪同巡視北部教會。
1885年9月25日，甘為霖在牛挑灣設立教會。
1886年5月31日，甘為霖和高長前往澎湖宣教。7月上旬，他報告已經在馬宮租到一個房子作為佈道之用，卻突然生病，只好前往廈門醫病，只有高長留在馬宮工作。7月上旬，甘為霖由淡水回到大社。他回到台灣後，向教會報告澎湖宣教的情況，受到信徒對離島宣教事工的支持，中部巴宰族大社教會群起響應，終於興起了澎湖教會。
1886年，甘為霖在大社教會會友的援助下，在彰化西門創設教會。

### 第三次在台宣教
1887年1月31日－1895年3月4日，他第三次在台灣宣教。
甘為霖估計全台約有一萬七千名盲人，這些盲人大多以乞食或算命為生，還有一些是勞動者。他目睹台灣盲胞求生的悲慘現象，決定幫助他們改造他們的生活品質。
1887年，甘為霖趁返回英國之際，向格拉斯哥的宣導會募得資金500英鎊，同時刊印盲人使用的凸版書。1889年返台，他開始著手計劃建盲人學校事宜。1891年10月，租用台南府城洪公祠，期限5年，開設盲人學校青盲學，這是台灣第一間盲人學校。1897年3月洪公祠租約到期，青盲學關閉。

### 日治時期
甘為霖數度勸請日本政府成立官辦的盲校，兒玉源太郎總督下令在台南慈惠院接辦盲人學校，並聘用秋山珩三為該校第一任校長。
1870年代，甘為霖發現台灣瘧疾嚴重且因普法戰爭治療瘧疾的藥物奎寧價格也上漲，因此決定在台灣種植製作奎寧的原物料金雞納樹，並且寫信給加爾各答的園藝局請求園藝局提供金雞納樹的種子和種植說明到台灣，並在埔里進行種植試驗，和製腦公司臺灣拓殖會社合作於製腦公司的開墾地桃米坑試植金雞納樹，並成功長出約一呎高。甘為霖的目標是「直到島上遍布繁茂的金雞納樹為止」，為了讓台灣人可以治療瘧疾，雖然後續甘為霖因為傳教事務忙碌較少關注在金雞納樹的種植，但還是為台灣對抗瘧疾立下了基礎。
1897年，甘為霖出版《中國的盲人》。
1898年2月19日，甘為霖擔任長榮中學代理校長。

### 退休
1917年2月，甘為霖返回英國。
1921年9月7日甘為霖於伯恩茅斯過世，享年80歲。

## 身后
甘為霖的夫人Janet Hervey Alston則於1932年過世，和甘為霖兩人均安葬於 Wimborne Road 的墓園。

## 著作
熟悉台灣歷史、教會史的人，都知道甘為霖是學界公認所有來過台灣的西方傳教士當中，學術貢獻最大的一位，也是當時對早期台灣史擁有最廣泛智識的學者。
甘為霖傳教的足跡遍及全台灣及澎湖，又精通台語，宣教之外，他也潛心著述。在“Sketches From Formosa”（《素描福爾摩沙：甘為霖台灣筆記》）一書中，他以五十則或長或短的筆記，記載他在台灣宣教46年各地傳教的實況，他的所思所見、所悲所喜。當中，有吃老鼠肉當早餐、喝猴子湯當晚餐、以馬鈴薯配蟲的澎湖餐、倒栽蔥跌落深溝等趣事，也有漢學老師偷蠟燭、嘉義城擲石大戰、取國姓爺「聖水」反日、溪邊撿到人腦糕等怪事。更重要的是，甘為霖的筆墨觸及廣泛的社會現象、輿論、謠言，同時也帶有深厚的歷史感。他對台灣的滿清官員、日本官員、地方士紳豪強、教徒、非教徒等有著長久深刻的觀察，也有極豐富的互動往來。藉由甘為霖所見所聞所寫，我們得以清楚不偏地看見台灣社會的劇變過程。
宣教之外，甘為霖出版眾多以台灣為主題的作品。在早期台灣史方面，有翻譯自荷蘭文的《荷據下的福爾摩莎》，重印荷治時期的《新港語馬太福音》、《虎尾壟基督教教導》，以及《台灣佈教之成功》。在教會羅馬字方面，有名著《廈門音新字典》（甘字典）、《聖詩歌》以及《治理教會》。在教會史料方面，則有經典的《台南教士會議事錄》。另有專著《中國的盲人》、《闢邪歸正》、《播道論》等。
甘為霖由荷蘭文翻譯的“Formosa under the Dutch”（《荷蘭統治下的臺灣》）一書，提到臺灣分11個區，其中七個區講的是新竹、苗栗等地的平埔族，有四個區講的是原住民。他提到排灣族有一位女王，她所在的Cardeman區叫做加洛堂（加祿堂）。
著作列表如下：
- . London: Trübner & Co. 1888.
- . London: Trübner & Co. 1889.
- . London: Trübner & co. 1896.
- . 1896.
- . 1902.
- . 1903.
- . 1906.
- . 1910.
- . London: Marshall Brothers. 1915.
- . Tainan: Taiwan Church Press. 1913 （英语）.